# Кукуєв Юрій Володимирович
Ю́рій Володи́мирович Куку́єв (нар. 1976, с. Судилків, Шепетівський район, Хмельницька область — пом. 24 березня 2022, біля м. Ізюм, Харківська область, Україна) — старший сержант, заступник начальника зенітно-ракетної обслуги зенітно-ракетної батареї 250-го окремого зенітного ракетного дивізіону 11 ЗРП, учасник російсько-української війни.

## Біографія
Народився і проживав у селі Судилків. Навчався у місцевій школі.
У рідному селі зустрів свою дружину Тетяну, з якою прожили у парі 26 років.
Свою військову службу розпочав 17 січня 2001 року. За цей час пройшов довгий військовий шлях від молодого солдата на посаді водія до заступника начальника обслуги-старшого оператора.
З 2014 року захищав кордони рідної землі на сході країни, додому приїздив тільки на ротації. Відправився на 8 ротацію у зону бойових дій, яка й стала для нього останньою.
Загинув  24 березня 2022 року під містом Ізюм, що на Харківщині.
Залишилися мама, дружина та троє дітей.

## Нагороди
Був нагороджений багатьма нагородами за сумлінну службу, за участь в антитерористичній операції. Серед них і нагороди від Начальника генерального штабу та Верховного Головнокомандувача — Президента України.
- орден «За мужність» III ступеня (2022, посмертно) — за особисту мужність і самовіддані дії, виявлені у захисті державного суверенітету та територіальної цілісності України, вірність військовій присязі.